# Manuel Jacinto Nunes
Manuel Jacinto Nunes GOC • MPSD • GCIH • GCIP (Lisboa, 27 de janeiro de 1926 – 14 de julho de 2014) foi um político português. Ocupou diversos cargos em governos portugueses.
Ex-ministro das finanças ex-Governador do Banco de Portugal e ex-Presidente da Caixa Geral de Depósitos. Era considerado um homem de grande clarividência, sobre a atividade económica portuguesa.

## Biografia
Economista, licenciou-se em Economia e Finanças no Instituto Superior de Ciências Económicas e Financeiras da Universidade Técnica de Lisboa, iniciando a sua carreira de professor em 1948. No ano seguinte, teve um papel ativo na reforma curricular. Entre 1950 e 1952 assume a regência de cadeiras de Economia no Instituto Superior Técnico, voltando a essas funções entre 1954 e 1974, ao serviço do Instituto de Altos Estudos Militares. Em 1957, ano em que se doutora em Economia pelo Instituto Superior de Ciências Económicas e Financeiras, com 19 valores, defendendo a tese “Rendimento Nacional e Equilíbrio Orçamental”, é promovido a primeiro-assistente, de onde passará a professor extraordinário, em 1961, e a professor catedrático, em 1963, ambas as categorias obtidas por concurso, após aprovação por unanimidade até ser jubilado em 1996.
Diretor do Instituto Superior de Ciências Económicas e Financeiras no biénio 1968-1970, será, entre 1971 e 1974, vogal da Junta Nacional de Educação, vindo a ocupar semelhante posição em diversos organismos de acompanhamento e avaliação do ensino superior.
Depois de se jubilar no Instituto Superior de Economia e Gestão em 1996, a sua carreira académica – decisiva para a divulgação dos princípios económicos keynesianos em Portugal – é superiormente reconhecida pela Universidade de Coimbra em 2002, que lhe confere, então, o título de Doutor Honoris Causa em Economia.
Paralelamente à vida académica, desempenhou variadíssimos cargos e funções. Restabelece contacto com a OECE entre 1959 e 1965 – onde representa Portugal no Comité de Política Económica – e, durante esse período, participa em três negociações com objetivos diferentes: a adesão do País ao Fundo Monetário Internacional (de que será governador, por parte de Portugal, entre 1960 e 1975 e entre 1980 e 1985); a obtenção do primeiro empréstimo externo do pós-guerra (1961) e o financiamento da Ponte sobre o Tejo (1961-1962). Nomeado, em 1960, vice-governador do Banco de Portugal, cujas funções abraça até 25 de Abril de 1974, tendo sido seu 7.º governador interino entre 1963 e 1966, voltará ao palco das negociações no biénio de 1972-1973, por ocasião do financiamento de Cahora Bassa, mas não sem antes participar como vogal na Comissão da Reforma Administrativa e no Conselho Superior de Fomento Ultramarino.
A 25 de Abril de 1974 e até 1975, é nomeado 9.º governador do Banco de Portugal e passa a presidir à Câmara de Comércio Luso-Britânica. Entre 1976 e 1980, encontra-se na Caixa Geral de Depósitos, como administrador-geral e presidente do Conselho de Administração, cargo que acumula com o de presidente do Conselho Nacional de Rendimentos e Preços, entre 1976 e 1977, e com o de governador, por parte de Portugal, do Banco Mundial, entre 1978 e 1979.
Vogal da Comissão Revisora de Contas da Fundação Calouste Gulbenkian a partir de 1979, regressa, no ano seguinte, à governação do Banco de Portugal como 11.º governador, onde permanece até 1985. Posteriormente e até à sua morte, foi membro do Conselho Consultivo do Banco de Portugal.
A sua participação política traduziu-se, fundamentalmente, no exercício dos cargos de subsecretário de Estado do Tesouro (1955-1959), vice-primeiro-ministro para os Assuntos Económicos e Integração Europeia e ministro das Finanças e do Plano (ambos, entre 22 de novembro de 1978 e 8 de agosto de 1979, na vigência do IV Governo Constitucional).
Sócio e membro de várias agremiações de âmbito cultural e económico, de que se destacam a Academia das Ciências de Lisboa, da qual foi Presidente da Classe de Letras entre 1980 e 1985 e presidente em 1980 e entre 1982 e 1984, a Sociedade de Geografia de Lisboa, da qual foi vice-presidente entre 1974 e 1979, a American Economic Association e a Econometric Society, foi agraciado com a Grã-Cruz da Ordem da Instrução Pública de Portugal a 23 de janeiro de 1996, a Grã-Cruz da Ordem Nacional do Cruzeiro do Sul e a Grã-Cruz da Ordem de Rio Branco do Brasil a 23 de outubro de 1987, a Grã-Cruz da Ordem do Infante D. Henrique de Portugal a 9 de junho de 1994 e Excelentíssimo Senhor Grã-Cruz da Ordem do Mérito Civil de Espanha. Foi ainda feito Oficial da Ordem Nacional da Legião de Honra de França, Cavaleiro-Comendador Honorário da Excelentíssima Ordem do Império Britânico da Grã-Bretanha e Irlanda do Norte e Grande-Oficial da Ordem Militar de Nosso Senhor Jesus Cristo de Portugal a 5 de março de 1959, a que se junta, por fim, a Medalha de Prata de Serviços Distintos prestados ao Exército português.
Autor de numerosos estudos económico-financeiros, com destaque para Estrutura da Economia Portuguesa (em parceria, 1954), Dívida Pública e Rendimento Nacional, Desenvolvimento Económico e Planeamento, Keynes e a Nova Política Económica e De Roma a Maastricht (1993), dirigiu, também, a coleção “Estudos de Economia Moderna” e foi consultor principal da coleção “História do Pensamento Económico Português”.
(fonte da Secretaria Geral do Ministério das Finanças e da Administração Pública)

## Funções governamentais exercidas
- IV Governo Constitucional
  - Ministro das Finanças e do Plano
  - Vice-primeiro-ministro para os Assuntos Económicos e Integração Europeia